# ISO 10303
El título oficial de ISO 10303 es Automatización de sistemas industriales e integración – representación e intercambio de datos entre productos.
ISO 10303 también es conocido como STEP (acrónimo de Standard for the Exchange of Product model data) o Estándar para el Intercambio de Modelo de Datos de Producto. Es un estándar internacional para la representación e intercambio de información de productos industriales. El objetivo es proveer un mecanismo que sea capaz de describir la información de un producto a través del ciclo de vida del producto, independientemente de cualquier sistema en particular. La naturaleza de esta descripción la convierte en la adecuada no solo para un intercambio neutral de archivos, sino que también es una base para implementar y compartir bases de datos de productos y archivos.
Típicamente STEP puede ser usado para intercambiar datos entre CAD, CAM, CAE, PDM/EDM y otros sistemas CAx. STEP soporta modelos de diseño mecánico, eléctrico, análisis y manufactura, con información adicional específica de varias industrias tales como automotriz, aeroespacial, construcción de edificios, barcos, aceite y combustibles, plantas de proceso y otros.

## ISO 10303-11
ISO 10303-11 es conocido como EXPRESS: es el lenguaje de programación del STEP, similar a PASCAL. En el EXPRESS SCHEMA, varios tipos de datos pueden ser definidos juntos a sus restricciones estructurales y sus reglas algorítmicas. 
La ventaja del EXPRESS es la posibilidad de validar, formalmente, una población de tipos de datos. En esta validación se verifica todas las restricciones y reglas. El modelo de datos EXPRESS puede ser un documento texto o bien un gráfico. El documento texto, en formato ASCII, se usa generalmente para la validación o como input de un instrumento SDAI (ISO 10303-22). En cuanto a la representación gráfica, conocido como EXPRESS-G, se usa como ilustración a los usuarios. Entonces, voluntariamente omite algunos detalles. Esto es un ejemplo:
```
SCHEMA Familia
```

```
 ENTITY Persona

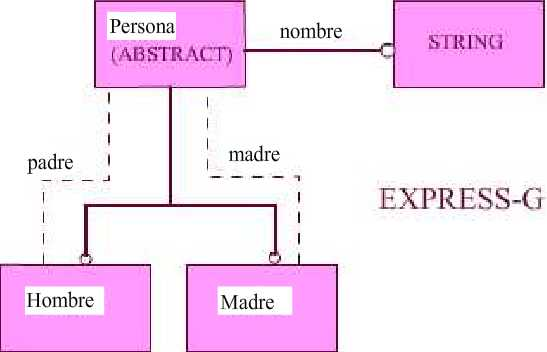

   ABSTRACT SUPERTYPE OF (ONEOF (Hombre, Mujer));
   nombre: STRING;
   padre OPTIONAL Hombre
   madre OPTIONAL Mujer
 END_ENTITY;
```

```
 ENTITY Hombre
   SUBTYPE OF (Persona);
 END_ENTITY;
```

```
 ENTITY Mujer
   SUBTYPE OF (Persona);
 END_ENTITY;
```

```
END_SCHEMA;
```

- Familia sea un EXPRESS SCHEMA
- Persona sea un ENTITY SUPERTYPE
- Hombre/Mujer sean los ENTITY SUBTYPE. Persona fue definida como una variable ABSTRACT (abstracta) con una condicíon ONEOF (escoge un SUBTYPE).

- el nombre sea una característica mandante de cada ocurrencia(persona)
- padre/madre sean unas características opcional de cada ocurrencia (persona)

Hombre puede tener el papel (opcional) de padre; pero padre es obligatoriamente Hombre
Mujer puede tener el papel (opcional) de madre pero madre es obligatoriamente Mujer